# 亚硫酸氢根
亞硫酸氢根离子（英語：Bisulfite，IUPAC建議命名：hydrogen sulfite）是一種无机離子，化學式為HSO3−。

## 結構

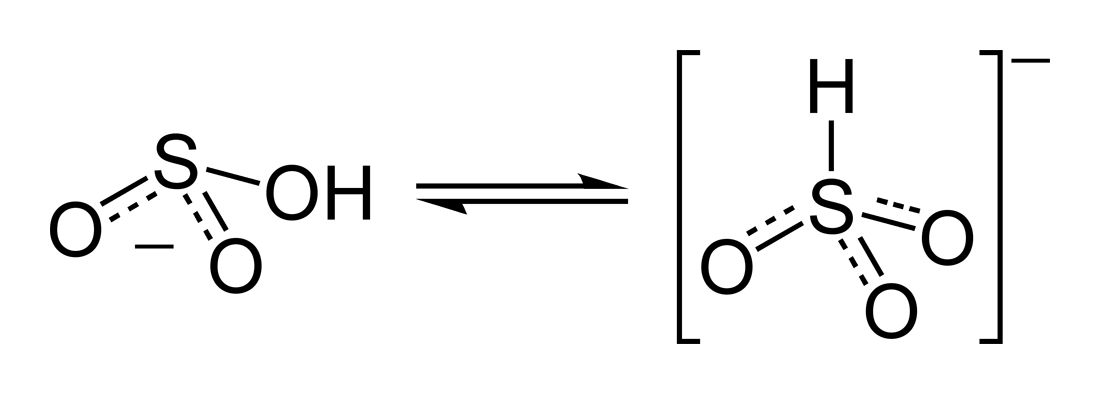
平衡的亚硫酸氢根離子

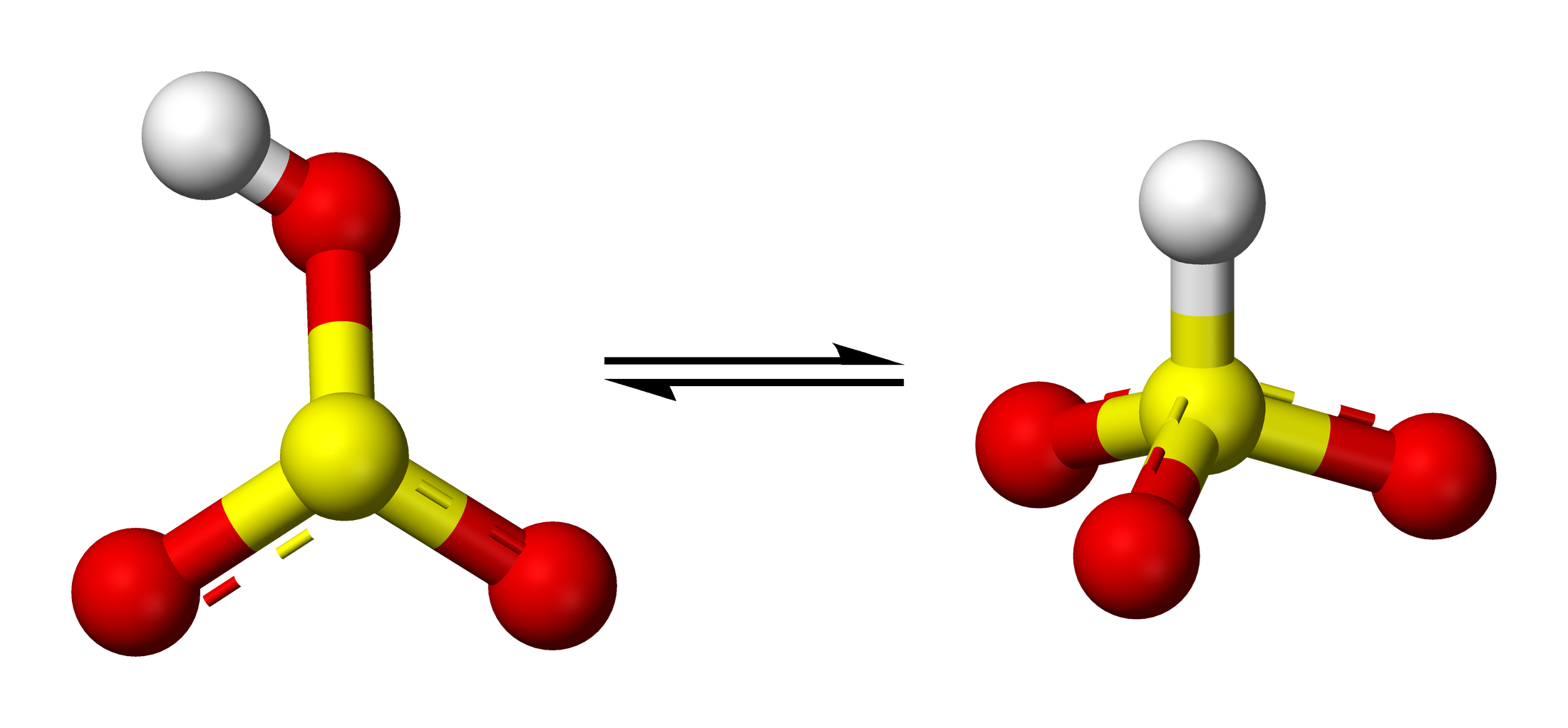
平衡亚硫酸氢根離子的的球桿圖，右側的分子有 C_{3v} 對應性

一般認為亚硫酸氢根離子的氢原子直接连接在硫上，因此有C3v對稱性。不過經由17O核磁共振波谱法的結果，HSO3−的兩種互变异构体都存在，其中一個异构体的氫離子和硫原子鍵結（HSO3−），另一種异构体的氫離子和氧原子鍵結（HOSO2−）。C3v的結構有X射线晶体学及
在水溶液中拉曼光譜學的結果證實（ν(S–H) = 2500 cm−1）。

## 反應
亚硫酸氢鹽可由鹼性水溶液加入過量二氧化硫而得。
SO2  +  NaOH  →  NaHSO3
HSO3−是亞硫酸H2SO3的共軛鹼：
H2SO3 ⇌ HSO3− + H+
亚硫酸不是可分離的化合物，在也不會出現在溶液中，平衡時大部份會以亚硫酸氢根存在：
SO2 + H2O ⇌ HSO3− + H+
HSO3−是弱酸，其pKa為6.97。其共軛鹼是亚硫酸根SO32−：
HSO3− ⇌ SO32− + H+
亚硫酸氢根是還原劑，其中的硫和亚硫酸根和二氧化硫的硫有一樣的氧化態（+4）。